# Philipp von Boeselager
Philipp von Boeselager (Freiherr von Boeselager, Barón von Boeselager), (6 de septiembre de 1917 - 1 de mayo de 2008) fue uno de los últimos sobrevivientes del complot del 20 de julio de la Wehrmacht para asesinar a Adolf Hitler en 1944. 
Von Boeselager nació en el castillo Burg Heimerzheim cerca de Bonn, el quinto de nueve hijos del Freiherr (Barón) Albert von Boeselager (1883-1956) y Freiin (Baronesa) María-Theresia von Salis-Soglio (1890-1968). 
Como joven teniente de 25 años participó en la Operación Valquiria, después de que en 1942 cambió su opinión sobre el régimen cuando supo que cinco gitanos habían sido ejecutados a sangre fría. 
Se unió a Günther von Kluge, en el atentado de marzo de 1943 donde debió disparar contra Himmler y Hitler.
Su hermano Georg von Boeselager también participó en el complot del 20 de julio. No fue apresado y murió en el Frente Oriental un mes después.
Después de la guerra fue visto como héroe en Alemania y Francia recibiendo los máximos honores y condecoraciones.
En la entrada de su residencia del castillo Kreuzberg en Altenahr escribió "Et si omnes ego non — aunque incluso todos, yo no."
Dos semanas antes de su fallecimiento dio una entrevista televisada a Zora Wolter para The Valkyrie Legacy. 
Su nieto Damian Boeselager es dipultado en el Parlamento Europeo desde el 2019, por las listas del partido paneuropeo Volt, del que es cofundador y vicepresidente.

## Literatura
- Antonius John: Philipp von Boeselager – Widerstand und Gemeinwohl. Bouvier-Verlag, Bonn 2007, ISBN 978-3-416-03203-2
- Ulrich Cartarius: Opposition gegen Hitler. Deutscher Widerstand 1933–1945. Berlín 1984, ISBN 3-88680-110-1
- Ernst Kaltenbrunner-Berichte an Bormann und Hitler über das Attentat vom 20. Juli 1944, Hans-Adolf JacobsenSpiegelbild einer Verschwörung. Stuttgart 1961
- von Boeselager, Philipp. Valkyrie: the Plot to Kill Hitler. London: Weidenfeld & Nicholson. 2008.
- Der 20. Juli 1944. Ein Zeitzeuge berichtet (Hörbuch), Philipp Freiherr von Boeselager. Interview: Prof. Hans Sarkowicz. Doppel-CD. Audiobuch Verlag, Freiburg i. Br. 2004, ISBN 3-89964-046-2
- Philipp Freiherr von Boeselager 80 Jahre, in: Holz-Zentralblatt, 123. Jahrgang, Folge 107/1997, S. 1524, ISSN 0018-3792
- Ilkka Ahtiainen, Hitlerin murhaaja. Helsingin Sanomat monthly supplement, August 2007.
- Fabian von Schlabrendorff, German Officers Against Hitler, Deutsche Offiziere gegen Hitler, Zúrich, 1948.